# Kenwood Corporation
Кенвуд Корпорација (株式会社ケンウッド Kabushiki-Gaisha Ken'uddo) је јапанска компанија која дизајнира, развија и продаје широк спектар аудио уређаја за аутомобиле, стерео кућни и лични аудио, професионалну двосмерну радио и аматерску радио ("простак") опрему. Британскi произвођач кухињских апарата за домаћинство Кенвуд цо, Лтд се не односи на Кенвуд корпорацију.

## Историја
Основана 1946. године, као Касуга Радио . Цо, ЛТД. у граду Комагане, Нагано, Јапан, у 1960. години компанија је преименована у Трио корпорацију. У 1963. години прва страна канцеларија је основана у Лос Анђелесу, Калифорнија, САД.
У почетку 1960-их, Трио производи је преименована у Lafayette Radio Company, са фокусом на грађански бенд радио.
Јапански увозник произвођач електронике компаније radioshack је и A&A Trading Co., и јапански менаџер одатле, Вилијам "Бил" Касуга у партнерству са George Aratani и Yoichi Nakase покушава да створи компанију која ће постати ексклузивни увозник Трио производа.
Име Кенвуд је измислио Касуга као комбинација "Кен", име, заједничко за Јапан и Северну Америку, које су прегледане и прихватљиве за америчке потрошаче у име Kenmore aplliances и "под дрво", позивајући се на нераван супстанца, као и под претпоставком да је у погледу Холивуду, Калифорнија. бренд признање Кенвуд на крају превазишао Трио, а у 1986. години Трио купио Кенвуд и преименовао се у Кенвуд. Џорџ Aratani је био први председник Кенвуд Корпорейшн. Кенвуд се спојио са СП у 2008. години, као компанија ЈВЦ Кенвуд.
Компанија Кенвоод је представила своју кредитну линију компоненти у 2001. години.
Данас, производи компаније за кућне и пословне кориснике спадају у домаће аудио, ауто аудио који нису оригинални и ОЕМ, аматерске радио станице, професионалне воки-токи и стандарда DECT бежичног интерфон сектора.
Кенвуд је бренд компаније JVCKENWOOD Corporation.

## Производи

### Аматерски радио пријемник
Компанија Кенвуд предложила је линију kv, ВХФ/УХФи преносни Аматерски радио модел, укључујући и са уграђеним дигитални подацима (Аутоматски пакет систем извештавања, изграђена на АХ.25 пакет радиу) и модеми су потребни за слање и примање тих протокола.
Међу производном линијом су "ТС" серије ХФ примопредајници , који покривају ВФ ("високе фреквенције") се креће од 1,8 до 50 Мхз.
Остале серије су 100, 500 и 2000 серије. Кенвуд нуди "Б" модел, који представља примопредајник без екрана или контрола и потпуно под контролом удаљеним рачунаром или посебну јединицу за управљање.
- Радио апарате са уграђеним дигиталним режимима и модемима за пренос података (за APRS)

### Ка серија хи-Фи система
Серија кенвуд "интегрисаних појачала" стерео појачала снаге, покренут је у 1977 и био је у производњи  до средине 1980-их. Дизајн за већину од тих елемената има право дуал моно стаза на стерео излаз (другим речима, нема електричних компонента које су заједничке са левог и десног канала). Предњи панели, по правилу, урадђени су од брушеног алуминијума, са алуминијумским дршкама и прекидачима, стакло поклопца, и у неким случајевима, аналогни Ву метар.
Појачала ове серије обухватају(у произвољном реду)
- Ка-1000 (11/1980)
- Ка-2000
- Ка-2002 (09/1970)
- Ка-2200 (10/1982)
- Ка-6100 (1977)
- Ка-7002 (1971)
- Ка-7100 (10/1976)
- Ка-7300 (10/1975)
- КА-8100 / КА-8150 (06/1977)
- Ка-8300 (са аналогним уређајима и 8100)
- Ка-9100
- Ка-900 (11/1980)
- КА-907 / КА-9900 (10/1978)
- КА-9100 / КА-9150 (1977)
- Ка-6100 / (1978/9)[5]

### NV серија хи-Фи система
Ова мини серија Хи-Фи система, покренута је 2000. године, све захваљујући ултра модерном   дизајну. Сваки од њих се разматра одвојено.
NV-301/701
ХБ-301 и ХБ-701 су, вероватно, у топ класи модели серије НВ. Оба су делила трослојни полу-огледало елегантни дизајн, главна разлика је у основи састојала у спецификацији два система. ХБ-301 је основни модел са два звучника и једноставан улаз моно (са назнаком на Минидиск , а и DVD - плејери), а ХБ-701 био 5.1 сурроунд звук модела са А/В улаза. Поред тога, оба су представљала тродимензионални, кассетник са Долби-Б буке, природна дисплеј, интелигентне функције и способност да се уштеди и до 40 радио станица. Кенвуд, несумњиво је велика предност микрорачунаре, што се манифестује у функцијама које су приказане; користе старе методе, ХБ-301/701 било би много више. Ове функције никада нису били одабрани другим произвођачима, са другим дизајном довољно сирове у поређењу.

### Комуникациона опрема
Кенвуд је бренд JVCKENWOOD  компанија производи двосмерне радиие укључујући вајрлес DECT intercom системе, PMR446, dPMR446, dPMR, P25, DMR и NXDN. Кенвоод комуникациони асортиман обухвата ручне преносне и мобилне терминале (укључујући и интринсично безбедне и АТЕКС / ИЕЦЕк ручне портале), репетиторе, инфраструктурна и апликативна решења
- 1949: високофреквентан трансформатор преноси НХК (Јапанска радиодифузна Корпорација) сертификат О одобрењу први пут у Јапану.
- 1955: поставља Токио и почиње масовна производња аудио, комуникације и контролно-мерне опреме.
- 1958: прва Аматерска радио-компанија, иде у продају.
- 1960: Преименован Трио Електроникс, Инц.
- 1962: покретање првог појачала у индустрији транзистора.
- 1963: поставља се у САД, и почињу да теку пуном операцијом у иностранству.
- 1966: уводи потпуно транзисторизован аудио производ по први пут у индустрији.
- 1969: Трио ТР-7100, антена 144mhz Аматерски радио за возила иде на продају.
- 1978: представља свој први професионални двосмерни радио.
- 1979: прва поставља производне јединице предузећа у иностранству у Сингапуру.
- 1983: излази на америчко тржиште копнени мобилни радио
- 1986 Преименован у Кенвуд Корпорацију.
- 1991: улази у Европски лиценцирани ПМР (Приватни Мобилни радио комуникације).

Почиње продаја лиценце примопредајника.
Закључује уговор о испоруци са Маклареном, да обезбеди бежичну радио везу за првенство у Ф1.
- 1995: на свемирској станици " мир " има аматерски бежичну опрему Кенвуд и проверава његову поузданост.

ТК-250 покренут — Кенвудов први циљ је  опсег за Европу.
- 1996: промењено име огранка од Трио-Кенвуд за Kenwood, истовремено за 50-годишњицу компаније.
- 1997: постаје први у Јапану од стране произвођача за покретање аутомобила-пријемника.
- 1999: заједнички развија први светски мобилни дигитални претплатник система.

- 2001: издаје свој први дигитални примопредајник, ради на Р25.
- 2002: развија модул мрежног интерфејса (ЧПМ) за дигитално емитовање преко сателита везе.
- 2005: формира техничко и капитала савез са Ицом, да заједнички истражују стандардизацију техничких спецификација за дигитални бежични радио опреме(NXDN).

Кенвуд Нагано ст стиче сертификат "ISO/ТЅ 16949", међународни стандард менаџмента квалитета, карактеристичне за аутомобилску индустрију.
- 2007: Кенвуд најављује 144/430 (440) Мхз ФМ двоструки бандер ТМ-вредност v71 серије.

- 2008: обавештење о стварању компаније ЈВЦ Кенвоод газдинства Инц.
- 2010: представља свој први сертификовани атекс и аналогну радио-везу.
- 2011: уводи NEXEDGE ОТАП (кроз Програмирање ваздуха)
У исто време компанија ЈВЦ Кенвоод холдингс, Инц. променио је своје име на jvckenwood корпорацију. Сајт jvckenwood Цорпоратион је завршио апсорпцију на три зависна предузећа, компанија VVictor Company of Japan, Limited, Kenwood Corporation, и J&K Car Electronics Corporation.